# Saint-Cierge-la-Serre
Saint-Cierge-la-Serre é uma comuna francesa na região administrativa de Auvérnia-Ródano-Alpes, no departamento de Ardèche. Estende-se por uma área de 16,2 quilômetros quadrados. Em 2010 a comuna tinha 258 habitantes (densidade: 15,9 hab./km²).